# Ramón Guirao
Ramón Guirao (* 1908 in Havanna, Kuba; † 17. März 1949 ebenda) war ein kubanischer Journalist und Schriftsteller. 

## Leben
Guirao stammte aus einfachen Verhältnissen, seine Eltern waren einige Zeit vor seiner Geburt aus Spanien eingewandert. Auf Wunsch seiner Eltern absolvierte er eine kaufmännische Ausbildung und begann aber schon während dieser Zeit für verschiedene Zeitungen bzw. Zeitschriften wie „Revista de Avance“, „Boheme“, „Social“ und „Diario de la Marina“ zu schreiben. 
Später verdiente er sich seinen Lebensunterhalt als freier Mitarbeiter und Journalist dieser Periodika. Zudem gab er die Zeitschrift Grafos heraus. Guirao war auch der Gründer der Sociedad de Estudios Afrocubanos. Von 1933 bis 1940 lebte er in Mexiko, wo er ebenfalls als Journalist tätig war.
Mit 41 Jahren starb Ramón Guira 1949 in Havanna und fand dort auch seine letzte Ruhestätte.

## Rezeption
Im April 1928 konnte Guirao sein Gedicht „Bailadora de rumba“ im Diario de la Marina veröffentlichen. Es war nicht nur sein Debüt als Schriftsteller, sondern auch der Beginn seines Einsatzes, der afro-kubanischen Lyrik in der Literaturgeschichte seines Landes den ihr zustehenden Platz zu verschaffen. 
Mit seinem Bemühen um die afro-kubanische Lyrik ist Guirao vom literarischen Leben Kubas seiner Zeit nicht wegzudenken; auch wenn er immer etwas im Schatten seiner Kollegen Emilio Ballagas (1910–1954) und Nicolás Guillén (1902–1989) stand. 

## Werke (Auswahl)
Essays
- Desdibujo de Alberto Baeza Flores. In: El mundo como reino. 1967.
- Poetas negras y mestizos de la época esclavista. 1934.

Lyrik
- Bongó. Poemos negros y órbíta de la poesía afrocubana. 1934.
- Canción negra sin color. Havanna 1966.
- Cuentos y leyendas negras de Cuba. 1942.
- Órbíta de la poesía afro-cubana 1928–1937. Kraus Reprint, Nendeln 1970 (Nachdr. d. Ausg. Havanna 1938).